# Белково-энергетическая недостаточность
Белково-энергетическая недостаточность (БЭН, нутритивная недостаточность) — состояние питания, при котором дисбаланс энергии, белков и других питательных веществ ведёт к измеримым нежелательным эффектам на ткани, функции и клинические исходы.

## Причины БЭН
1. Неадекватное поступление пищи:

- Анорексия, тошнота, частые обследования, дисфагия[2], несбалансированное питание.

2. Повышенные потребности: 

- Лихорадка, гиперметаболизм, лучевая и химиотерапия, медикаментозное лечение;

3. Повышенные потери: 

- Гиперкатаболизм, рвота, свищи, диарея, дренажи;

4. Мальабсорбция:

- Сердечная недостаточность, кишечная непроходимость, диарея.

## Факторы риска БЭН
1. Пожилой возраст 

2. Заболевания, особенно: 

- Критические состояния / ССВР / сепсис;
- Злокачественные новообразования;
- Травма;
- Заболевания верхних отделов ЖКТ;
- ХОБЛ;
- Декомпенсированная сердечная недостаточность.

3. Хирургические заболевания 

4. Дисфагия.

## Распространенность БЭН
Нутритивная недостаточность, в основном, распространена среди:
- 15 % пожилых, живущих дома;
- 30 % в домах престарелых;
- 48 % длительно лечащихся пожилых пациентов;
- 45 % пациентов, находящихся в больницах

у более, чем 50 % больных, поступающих в стационар, имеется недостаточность питания:
- критические состояния — 70 %;
- больные с респираторными заболеваниями — 45 %;
- пациенты с воспалительными и инфекционными процессами — 80 %;
- злокачественные опухоли — 85 %.

## Последствия БЭН
Нутритивная недостаточность становится клинически значимой:

1. Потеря веса 10 % и более;

2. Потеря 20 % белка тела резко повышает вероятность развития: 

- Периоперационных осложнений;
- Сепсиса и раневых инфекций;
- Смертности.

3. Увеличение летальности у пострадавших, которым не осуществляли питание в течение первых 5-7 суток после травмы (в 2 и 4 раза, соответственно)

4. Снижение калоража на 10 ккал/кг в день сопровождается увеличением летальности на 30-40 %.

Неадекватное питание является серьезным фактором риска летального исхода у пострадавших с тяжелой черепно-мозговой травмой (ЧМТ).

## Лечение БЭН
При клиническом выявлении белково-энергетической недостаточности необходима нутритивная поддержка. Нутритивная поддержка представляет собой насыщение организма аминокислотами, белками, углеводами, пептидами и прочими необходимыми для организма веществами. В зависимости от состояния пациента, нутритивная поддержка может осуществляться несколькими способами:
1. Традиционный способ питания (если не пострадали органы пищеварения);
2. Энтеральное питание;
3. Парентеральное питание.

Проведение нутритивной поддержки приводит к сокращению продолжительности госпитализации в среднем:
- в отделении общей терапии (ООТ) на 6 дней;
- в отделении реанимации и интенсивной терапии (ОРИТ) на 3 дня.

Средняя продолжительность госпитализации пациента без нутритивной поддержки 21 день, из которых 6 в ОРИТ и 15 в ООТ.